# 森田拳次
森田拳次（日语：／ Morita Kenji，1939年5月11日—2024年12月23日），日本漫畫家。男性。出身於東京都。日本漫畫家協會會員。

## 經歷
森田拳次在滿洲國（現中華人民共和國東北部）度過了童年，並在奉天（現遼寧省瀋陽市）經歷了日本戰敗。畢業於東京都立王子工業高等學校。
他師從岡智彥，17歲高中時期以漫畫《拳銃都市》出道，之後以《丸出日太夫》、《機器人阿丁》等兒童搞笑漫畫廣受好評。31歲時，他受到星新一的歐美卡通（單格漫畫）選集《進化的猴子》的啟發，於1970年前往美國，依靠住在紐約的弟弟，在與《展望》等雜誌合作期間，他還與美國漫畫家山姆·格羅斯建立了友誼。
1971年5月左右，森田當時持有的簽證不允許他透過工作賺取薪資收入，唯一的養活方式就是用自己的資金做生意，其中包括他漫畫工作的收入，他開了自己的書店，但7天內就倒閉。很快就回國了。
在創作少年漫畫和成人單格漫畫的同時，他在1987年受到FECO （西班牙文）（Federation of European Cartoonists Organizations，歐洲漫畫家聯盟）成員山井教雄的邀請，成立了「FECO NIPPON」，即後來的「JAPUNCH」。他與千葉徹彌、齊藤隆夫等人共同創立了撰寫戰爭經歷故事的團體「『我的八月十五日』之會」，並擔任其代表理事。
2024年12月23日早上，森田拳次在橫濱因年老去世。享壽85歲。

### 受獎歷
- 1964年：第5屆講談社兒童漫畫獎（《丸出日太夫》）
- 1982年：比利時克諾克-海斯特Cartoon book of the year（英语：Cartoonfestival Knokke-Heist）[2][b]（《1幀1/2 漫畫世家》[12]）
- 1982年：第11屆日本漫畫家協會（日语：日本漫画家協会）優秀獎（《1幀1/2 漫畫世家》）
- 2005年：第34屆日本漫畫家協會獎大獎（《我的八月十五日》）
- 2014年：第43屆日本漫畫家協會獎文部科學大臣獎（展覧會《我的八月十五日》等）
- 讀賣國際漫畫大獎（日语：読売国際漫画大賞）

金獎1次、優秀獎10次
除了上述之外，他還在其他國家獲得約10個獎項。
作為JAPUNCH的成員
- 2001年：第5屆日本新媒體動漫藝術節漫畫部門（日语：文化庁メディア芸術祭マンガ部門）優秀獎[13]

作為中國引揚漫畫家協會會員
- 2002年：第6屆日本新媒體動漫藝術節漫畫部門特別獎（《少年們的回憶》）

### 助手
- 喬治秋山
- 川手浩次

## 作品列表
不包括共同創作的作品。

### 兒童、少年、少女漫畫
- 大力水手卜派（《少年畫報（日语：少年画報）》1961年—1965年)
- （《少年王》1963年）
- （《Ribbon大增刊》1964年正月大增刊號）[14]
- 丸出日太夫（《週刊少年Magazine》1964年—1967年）
- 奇僧天外（《少年BOOK（日语：少年ブック）》1965年—1966年）
- 巨人先生（《少年（日语：少年 (雑誌)）》1965年—1967年）—以相澤光郎[c]設計的讀賣巨人隊吉祥物角色為基礎的漫畫。
- （《冒險王（日语：冒険王 (漫画雑誌)）》1965年—1968年）
- 珍豪無茶兵衛（日语：珍豪ムチャ兵衛）（《週刊少年Magazine》1966年—1968年）
- 機器人阿丁（日语：ロボタン）（《少年畫報》1966年9月號—1968年9月號）[6]
- （《漫畫王（日语：まんが王）》1967年—約1968年）[15][16][17]
- 紅色戰士（《我們（日语：ぼくら）》1968年3月號）[18]
- 時間魔神（《少年畫報》1969年10月號—1969年8月號）[6][19]
- 傳記漫畫 卓別林（講談社，1970年）[20]
- HE滿兒（《中學一年級課程》暑期臨時增刊號，1974年）[21]
- 3的3的3（《少年王》1974年—1975年）
- 後宮石松（《月刊少年Champion（日语：月刊少年チャンピオン）》1974年—1975年）
- （《小學五年級（日语：小学館の学年別学習雑誌）》1976年4月號—7月號）[22][23][24][25]
- 漫畫：我的滿洲（《赤旗》週日版 上下，晩成書房，2001年）
- 滿洲引揚，遙遠的紅夕陽（平和祈念展示資料館，2006年）
- 明天的女王（公明新聞，2019年—2024年）

### 單格漫畫作品集
- 森田拳次漫畫集（私家版，1975年）[26]
- 單格漫畫 森田拳次的世界 1、2（C·D·C，1979年）
- 1幀1/2 漫畫世家（東京三世社，1981年）
- 森田拳次的人駒樂園（新潮文庫，1983年）—由星新一選出。也包括森田拳次和星新一之間的對話。
- 上帝，佛陀，請微笑並拯救我（青年書館，1987年）

### 其它
- 如何繪製漫畫 從基礎到銷售（日本文藝社（日语：日本文芸社），1979年）[27]

## 媒體演出
電視
- 漫畫海賊猜謎（日语：まんが海賊クイズ）

## 腳註

## 相關項目
- 引揚
- 一峰大二
- 桑田次郎（日语：桑田二郎）

## 外部連結
- ，存档于（存檔日期 2016-05-24） （日語）—森田拳次的官方個人網站。
- ，存档于（存檔日期 2015-07-22） （日語）—公益社團法人日本漫畫家協會。
- （页面存档备份，存于） （日語）